# Anthessius dilatatus
Anthessius dilatatus is een eenoogkreeftjessoort uit de familie van de Anthessiidae. De wetenschappelijke naam van de soort werd in 1918 voor het eerst geldig gepubliceerd door Georg Ossian Sars.